# Apeadeiro de Soalheira
O Apeadeiro de Soalheira é uma interface da Linha da Beira Baixa, que serve a localidade de Soalheira, no Distrito de Castelo Branco, em Portugal.

## Descrição

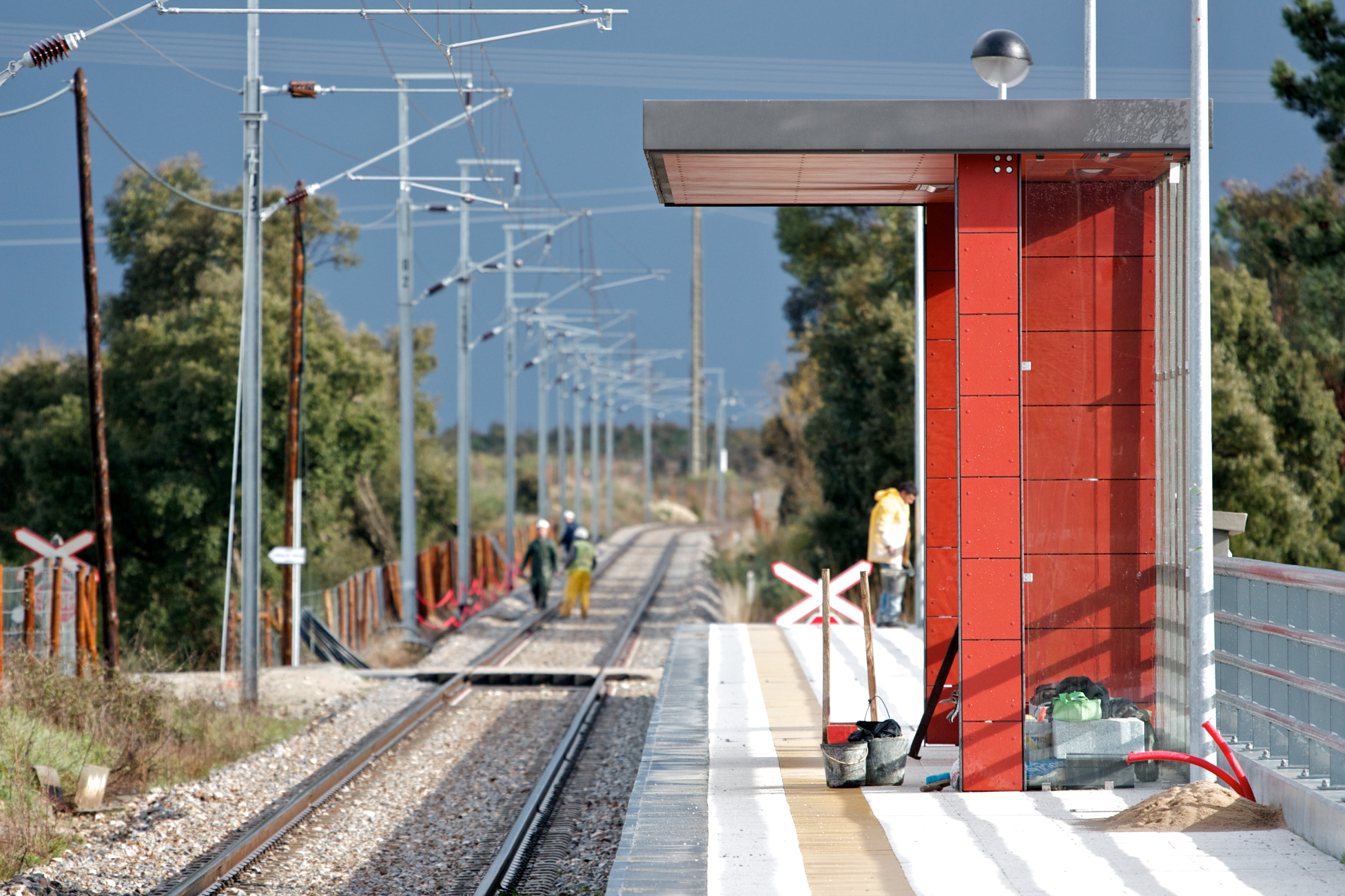
O apeadeiro de Soalheira, em 2011.

### Localização e acessos
Esta interface dista da localidade nominal mais de dois quilómetros, e situa-se, apesar da designação, em território da vizinha freguesia de Castelo Novo.

### Infraestrutura
Como apeadeiro em linha em via única, esta interface tem uma só plataforma, situada do lado sudoeste da via (lado esquerdo do sentido ascendente, para Guarda), com 150 m de comprimento e 685 mm de altura.

### Serviços
Em dados de 2023, esta interface é servida por comboios de passageiros da C.P. de tipo regional, com quatro circulações diárias em cada sentido entre Castelo Branco ou Entroncamento ou Lisboa - Santa Apolónia e Guarda ou Covilhã.

## História
Esta interface está situada no troço entre entre as Estações de Abrantes e Covilhã da Linha da Beira Baixa, que foi aberto à circulação em 6 de Setembro de 1891. No entanto, não fazia parte originalmente deste troço, só tendo entrado ao serviço, com a categoria de apeadeiro, em 3 de Setembro de 1926.